# Xceed
Xceed（エクシード）は、かつて全日本プロレスで活動していたプロレスラーのユニット。

## 略歴
2013年11月18日、バーニングを脱退した潮崎豪が、同様にバーニングからの脱退の意思を表示した鈴木鼓太郎と青木篤志、3日後の11月21日にタッグを組むKENSOを加えた4選手で、新ユニットの結成を発表。「追い越す、超越する」を意味する英語「Exceed」から頭文字のEを取り、「X」をかけ算の算術記号に見立て、メンバーの力を掛け合わせる意味を込めた「Xceed」と命名する。
3日後の11月21日後楽園ホール大会がXceedの初陣となり、潮崎とKENSOが組んでディーロ・ブラウン&バンビ・キラーを迎え撃つことになったが、試合中の誤爆などがきっかけにより、試合後にKENSOが離反。潮崎の救援に鼓太郎、正式加入を表明した青木、フリー参戦中の宮原健斗が駆けつけ、この4人での再スタートとなった。奇しくも、2011年の同時期にKENSOが結成したTEAM ビチッと!と同じスタート戦を、当時裏切られたKENSO本人が演出することになってしまった。
2014年2月5日、Jr. BATTLE OF GLORY公式戦で鈴木を破った青木が脱退。7月27日、めんそ〜れ親父として活動していた中島洋平がマスクを脱ぎ、鈴木の勧誘に応えて加入。同年9月15日に初のファンミーティングを開催。
2015年9月28日、潮崎が退団。11月16日、鈴木が11月いっぱいで退団することを発表し、宮原と中島の協議の結果、Xceedは解散となった。

## タイトル歴
三冠ヘビー級王座
潮崎豪（第51代）
世界タッグ王座
潮崎豪&宮原健斗（第70代）
アジアタッグ王座
鈴木鼓太郎&青木篤志（第92代、ユニット加入時から所持）
宮原健斗&鈴木鼓太郎（第95代）
世界ジュニアヘビー級王座
鈴木鼓太郎（第38代）
GAORA TV チャンピオンシップ
鈴木鼓太郎（第4代）
中島洋平（第7代）
王道トーナメント優勝
潮崎豪（2014年）
Jr. BATTLE OF GLORY優勝
鈴木鼓太郎（2014年、2015年）

## メンバー
- 潮崎豪（リーダー、2013年11月21日 - 2015年9月28日）
- KENSO（2013年11月21日、結成初日に脱退）
- 青木篤志（2013年11月21日 - 2014年2月5日）
- 鈴木鼓太郎（2013年11月21日 - 2015年11月16日）
- 宮原健斗（2013年11月21日 - 2015年11月16日）
- 中島洋平（2014年7月27日 - 2015年11月16日）

## 合体技
SHIN-SEKAI
潮崎と宮原の合体技。宮原が2段式ジャーマンで相手を持ち上げ、潮崎がジャンピングラリアットを打ち込み、そのままジャーマン・スープレックスで相手を落とす。2014年世界最強タッグ決定リーグ戦にあわせて開発された技。

## 備考
- 片手の親指・中指・小指を立て、人差し指・薬指を折り曲げるサインを「Xceedポーズ」と名付け、披露していた[7]。